# 佐賀学園高等学校・成穎中学校
佐賀学園高等学校・成穎中学校（さががくえんこうとうがっこう・せいえいちゅうがっこう）は、佐賀県佐賀市駅前中央二丁目にある私立高等学校・中学校(併設型中高一貫校)。通称は「学園」（がくえん）、「佐学」（さがく）。
佐賀駅の近くに位置し、遠方からの生徒の為に寮を完備している（高校のみ）。
成穎中学校及び佐賀学園高等学校普通科成穎高等部との間で中高一貫教育を提供するものの、成穎中学校卒業時に他の高校へ進学することが可能である。

## 所在地
- 佐賀県佐賀市駅前中央二丁目9番10号

## 通学
- JR佐賀駅からもバスセンターからも徒歩7分で、県外からも通学している。

## 学科・課程
- 普通科の特別進学コースは1年共通履修で、2年からコース別となっている。進学コース・総合コースは2年共通履修で、3年からコース別となっている。

普通科
- 特別進学コース
- 進学コース
- 総合コース

商業科
情報処理科

## 沿革
- 1958年（昭和33年）4月 - 佐賀実業高等学校として開校
- 1970年（昭和45年）4月 - 普通科設置
- 1972年（昭和47年）4月 - 情報処理科設置
- 1973年（昭和48年）4月 - 佐賀学園高等学校と改称
- 1981年（昭和56年）8月9日 - 第63回全国高等学校野球選手権大会で静岡県立浜松西高等学校と対戦し、敗退する。
- 1990年（平成2年）4月 - 普通科に特別進学コース新設
- 1997年（平成9年）4月 - 成穎中学校を開校
- 2000年（平成12年）4月 - 成穎高等部設置

## 校訓
- 創造・躍動・貢献

## 年間行事(高校)

### 一学期
- 4月 - 入学式、始業式、対面式、校外研修(普情商)、北山研修（特進1年）
- 5月 - 中間考査
- 6月 - 期末考査
- 7月 - 三者面談、クラスマッチ、終業式、夏期特課
- 8月 - 夏季特課

### 二学期
- 9月 - 始業式、学園祭(文化祭、体育祭)
- 10月- 中間考査
- 11月- 期末考査
- 12月- 三者面談、終業式

### 三学期
- 1月- 始業式
- 2月- 修学旅行
- 3月- 卒業式、学年末考査、クラスマッチ、終業式、退任式

## 部活動
運動部
- 野球部 
  - 夏に6回（1981年〈第63回〉、1990年〈第72回〉、1991年〈第73回〉、1998年〈第80回〉、2004年〈第86回〉、2010年〈第92回〉）出場している。春は出場経験なし。
- 水泳部
- 男子バレーボール部 
  - 春の高校バレーに9回出場している。高校総体に10回出場している。
- 女子バレーボール部 
  - 春の高校バレーに2回出場している。高校総体に2回出場している。
- 男子サッカー部 
  - 全国高校サッカーに9回出場している。高校総体に12回出場している。
- 女子サッカー部
- バスケットボール部
- 剣道部
- 柔道部
- テニス部
- 陸上部
- 卓球部
- ライフル射撃部
- 少林寺拳法同好会

文化部
- 吹奏楽部
- 書道部
- JRC部
- 写真部
- ゲームクリエイター部
- ダンス部
- 家庭部
- 放送部
- 文芸図書同好会

商業部
- 情報処理部
- 珠算電卓部
- 簿記部
- パソコン部

## 著名な出身者
- 平山憲一 （フランス料理シェフ）
- 小川浩一 （元プロ野球選手）
- 内田大孝 （元プロ野球選手）
- 若林隆信 （元プロ野球選手）
- 岸川雄二 （元プロ野球選手、現神奈川大学硬式野球部監督）
- 實松一成 （元プロ野球選手）
- 大原淳也 （元プロ野球選手）
- 田中賢治 （元プロサッカー選手）
- 阿部海斗（サッカー選手）
- チェリー吉武（お笑い芸人）
- 松尾敬介（バレーボール選手）